# Kanton Châtillon-en-Bazois
Châtillon-en-Bazois is een voormalig kanton van het Franse departement Nièvre. Het kanton maakte deel uit van het arrondissement Château-Chinon (Ville). 
Het werd opgeheven bij decreet van 18 februari 2014 met uitwerking op 22 maart 2015. De gemeenten werden opgenomen in het kanton Château-Chinon met uitzondering van de gemeente Bazolles die werd opgenomen in kanton Guérigny en Montigny-sur-Canne die werd opgenomen in het kanton Luzy.

## Gemeenten
Het kanton Châtillon-en-Bazois omvatte de volgende gemeenten:
- Achun
- Alluy
- Aunay-en-Bazois
- Bazolles
- Biches
- Brinay
- Châtillon-en-Bazois (hoofdplaats)
- Chougny
- Dun-sur-Grandry
- Limanton
- Mont-et-Marré
- Montigny-sur-Canne
- Ougny
- Tamnay-en-Bazois
- Tintury